# Češka (zgodovinska dežela)
Češka, včasih tudi Bohemija (češko Čechy; nemško Böhmen) je zgodovinska pokrajina, ki tvori skupaj z Moravsko (Morava) in češkim delom Šlezije (České Slezsko) večji del današnje Češke republike. Češka zavzema dve tretjini zahodnega in srednjega dela današnjega državnega ozemlja.

## Etimologija
V 2. stoletju pred našim štetjem so Rimljani tekmovali za prevlado v severni Italiji z različnimi ljudstvi, tudi z Boji. Rimljani so jih premagali v bitki pri Placentiji (danes Piacenza) (194 pr. n. št.) in v bitki pri Mutini (danes Modena) (193 pred našim štetjem). Mnogi Boji so se čez Alpe umaknili proti severu. 
Mnogo pozneje so se rimski avtorji sklicevali na območje, ki so ga nekoč zasedli,  kot na Boiohaemum. Najzgodnejša omemba je v Tacitovi Germaniji 28  (napisana konec 1. stoletja našega štetja). Zdi se, da ime vključuje plemensko ime Boi in germansko besedo *haimaz  "dom" (gotsko haims, nemško heim  dom). Boiohaemum vključuje dele južne Češke, dele Bavarske (katere ime se tudi zdi, da izhaja iz plemenskega imena Boji) in Avstrije. Beseda "Čechy" izhaja iz imena slovanskega plemena Čehi, ki so se naselili na tem območju med 6. in 7. stoletjem.

## Geografija
Češka dežela meri 52.750 km², v njej živi 6,25 milijona prebivalcev od skupno 10,3 milijona prebivalcev Češke republike. Na severozahodu, zahodu in jugozahodu meji z Nemčijo, na jugu z Avstrijo, na vzhodu z Moravsko in na severovzhodu s Poljsko. Češke meje so očrtane z gorskimi verigami, kot so Novohradské hory, Šumava, Češki gozd, Krušné hory, Lužické hory, Jizerské hory, Krkonoši z najvišjim vrhom Snežka (1603 m), Orlické hory in na vzhodu Češko-moravsko visokogorje. Geomorfološko pokriva celotno območje Češkega masiva v  pogorju Hercinski.
Na območju Šumave ali Češkega gozda izvira reka Vltava (430 km), ki teče po vsej Češki in skozi glavno mesto Prago ter se izliva v Labo. Daljše reke so še Berounka, Otava, Malša, Lužnica, Sázava, Úpa, Orlica, Izera in Ohře (teče v Nemčijo). Največje jezero je Črno jezero v Šumavi.
Podnebje je celinsko s hladnimi zimami in velikimi toplotnimi skoki. Gore so porasle s smreko in jelko do najvišjih vrhov, na obronkih pa so kmetijske površine.

## Zgodovina

### Stara Bohemija
Rimski avtorji prvi jasno omenjajo to območje pod imenom Boiohaemum, kar je bilo germansko ime za domovino Bojev (lat. Boii), ki so pripadali Keltom. Med preseljevanjem ljudstev so čez to območje prehajala germanska in slovanska plemena, a že v 1. stoletju pr. n. št. so se naselili Germani, verjetno Svebi. Med njimi so bili tudi Markomani. Ko so odšli dalje proti jugozahodu, so jih  okoli 6. stoletja zamenjali slovanski predniki današnjih Čehov.

### Pšemisli
Ko so se v 7. stoletju osvobodili oblasti Avarov, je temu območju zavladala dinastija Pšemisli, ki je ostala na oblasti vse do leta 1306. S prevzemom krščanstva v 9. stoletju so bile vzpostavljene bližnje zveze z vzhodnofrankovskim kraljestvom. Tako je  Češka že v 10. stoletju postala del Svetega rimskega cesarstva.
Naslov "kralj Češke (Bohemiae)" sta prva dobila vojvoda Vratislav II. (1085) in Vladislav II.,  njuni nasledniki pa so se vrnili k naslovu vojvode. Kraljevski naslov je postal nasledstveni leta 1198 v času Otokarja I. Njegov vnuk Otokar II. (kralj od 1253 do 1278) je ustanovil  kratkotrajno cesarstvo, ki je vključevalo tudi današnjo Avstrijo. Sredi 13. stoletja so se začeli priseljevati Nemci, saj se je dvorna politika trudila nadomestiti izgubo prebivalstva med mongolskimi napadi v Evropi leta 1241. Nemci so se naselili ob severni, zahodni in vzhodni meji Češke, mnogi pa tudi v mestih po vsem kraljestvu.

### Luksemburžani
Rodbina Luksemburžanov je prišla na češki prestol s kronanjem Ivana Luksemburškega leta 1310. Leta 1346 ga je nasledil Karel IV. Luksemburški, ki je ustanovil Karlovo univerzo v Pragi, prvo univerzo v srednji Evropi. Njegovo kraljevanje je Češko pripeljalo do vrhunca v političnem smislu, pa tudi na drugih področjih. Postal je prvi češki kralj, ki je bil izbran tudi za cesarja Svetega rimskega cesarstva. Pod njegovo oblastjo je Češka krona obsegala Moravsko, Šlezijo, Lužice, Brandenburg in območje okoli Nürnberga, imenovano Nova Češka, Luksemburg in razna manjša mesta po Nemčiji.

### Husitska Češka
Leta 1415 je bil na koncilu v Konstanci Jan Hus, rektor Karlove univerze v Pragi, vodilni reformator in verski mislec, obsojen in usmrčen na grmadi kot heretik. Obsodba je bila izrečena kljub temu, da je bila Husu, preden je odšel v  Konstanco, uradno dodeljena cesarjeva zaščita Sigismunda Luksemburškega. Jan Hus je bil poklican na koncil, da bi branil sebe in češka stališča na cerkvenem sodišču, a je bil s cesarjevim dovoljenjem 6. julija 1415 usmrčen. Njegova usmrtitev, preganjane husitov in Johna Wycliffa so povzročili upor Čehov proti katoliški cerkvi in husitske vojne.
To je bil v bistvu kmečki upor proti cesarski vojski, ki ga je vodil nekdanji trgovec Jan Žižka iz Trocnova. Uporabil je nove taktike in oborožitev, kot so havbice, pištole ter oklepne kočije. Po njegovi smrti je poveljstvo prevzel Prokop Veliki in husiti so zmagovali naslednjih deset let. Sčasoma so se husiti razdelili v dve glavni stranki, zmerne utrakviste in bolj zagrizene taborite. Ko so se utrakvisti vrnili pod okrilje katoliške cerkve, jim je leta 1434 uspelo premagati taborite v bitki pri Lipaniji. Žigmund je takrat izjavil: "Samo Čehi lahko porazijo Čehe."
Kljub zmagi so se češki utrakvisti še do leta 1436 pogajali o verski svobodi. Po Baselskih sporazumih je bil razglašen mir in svoboda izbire vere med katoliki in utrakvisti. Mir je bil kratkotrajen, do 1462, ko je papež Pij II. preklical Baselske sporazume.
Leta 1458 je bil Jurij Podebradski izbran za češkega kralja. Poskušal je oblikovati vseevropsko krščansko zvezo, ki bi povezala vse evropske države na temelju enotne vere. Pogajanja niso bila nikoli končana, Jurijev položaj pa dodatno otežen s poslabšanjem odnosov s papežem.

### Habsburška monarhija
Po smrti Ludvika Jagelonskega, ogrsko-hrvaškega in češkega kralja v bitki pri Mohaču leta 1526, je avstrijski nadvojvoda Ferdinand postal češki kralj, Češka pa sestavni del Habsburške monarhije.
Med letoma 1436 in 1620 je na Češkem vladala verska svoboda, zato je bila v tem obdobju med najliberalnejšimi deželami krščanskega sveta. Cesar Svetega rimskega cesarstva Rudolf II. Habsburški je izbral Prago za svojo prestolnico in ker je bil sam katolik, je po vztrajanju češkega plemstva leta 1609 objavil Maiestas Rudolphina, s katero je potrdil staro Confessio Bohemica iz leta 1575.
Ko je cesar Ferdinand II. Habsburški začel zatirati pravice protestantov na Češkem, je prišlo do upora, s čimer se je leta 1618 začela tudi tridesetletna vojna. Volilni knez Friderik V. Pfalški, ki je bil protestant, je bil po sklepu češkega plemstva izbran za češkega kralja. Postal je znan kot zimski kralj. Friderikova žena, Elizabeta Češka, znana kot zimska kraljica, je bila hči angleškega kralja Jakoba I. Po Friderikovem porazu leta 1620 je bilo 26 čeških vodij skupaj z Janom Jeseniusom, rektorjem Karlove univerze, umorjenih v Pragi, drugi pa so morali v izgnanstvo. Njihove posesti so bile prenesene zvestim katolikom, večinoma bavarskega in saškega rodu. S tem je bila končana reformacija v Češki, Praga ni bila več prestolnica cesarstva.
Vse do tako imenovane "obnovljene ustave" iz leta 1627 je bila v čeških deželah nemščina uvedena kot drugi uradni jezik, češčina pa je ostala prvi uradni jezik kraljestva. Plemstvo je govorilo nemško in latinsko, čeprav je nemščina vse bolj prevladovala, češko so govorili predvsem na podeželju. Uradna češka samostojnost je postala bolj ogrožena, ko je leta 1746 češki parlament odobril upravno reformo, ki je uvedla nedeljivost Habsburške monarhije in centralizirano upravo. S to odločbo je bila češka dvorna uprava združena z avstrijsko dvorno upravo.
Ob koncu 18. stoletja se je začel češki narodni preporod, v katerem je sodeloval tudi del češkega plemstva. Gibanje se je zavzemalo za obnovo zgodovinskih pravic Češkega kraljestva, češki jezik je moral imeti prednost pred nemščino v državni upravi. Razsvetljeni absolutizem Jožefa II. in Leopolda II., ki je dovoljeval širšo uporabo manjšinskih jezikov, je dal krila preporodnemu gibanju, a so bile mnoge od teh reform pozneje preklicane. Med revolucijo  1848–1849 so mnogi češki domoljubi zahtevali češko samostojnost, a so bili na koncu poraženi. Razpuščen je bil tudi češki parlament, ki je bil zadnji ostanek nekdanje neodvisnosti, je pa češki jezik v tem obdobju doživel svoje novo rojstvo.
Po končanju Bachovega absolutizma je bil ponovno izbran češki parlament. Uradno razglašen program čeških liberalnih politikov in tudi večine češkega plemstva je postal obnova stare Češke krone, to je enotnega Češkega kraljestva, Moravske marke in vojvodstva Šlezije. Ta program je znan pod imenom češko državno pravo. Stranke, ki so predstavljale nemško manjšino in manjši del plemstva, so izjavile, da se strinjajo s centralistično ustavo (t. i. Verfassungstreue). Po avstrijskem porazu v avstrijsko-pruski vojni leta 1866 je ogrskim politikom uspelo leta 1867 z dvorom skleniti avstro-ogrski sporazum, s katerim je bila ustanovljena dualna Avstro-Ogrska monarhija. Poskus Čehov, da se ustanovi avstro-ogrsko-češka monarhija, je propadel leta 1871, a je program češkega državnega prava ostal uradna podlaga vseh čeških političnih strank (razen socialdemokratov) vse do leta 1918.

### 20. stoletje
Po prvi svetovni vojni je Češka postala del skupne države, v kateri so bile še Moravska in Šlezija, severni del Ogrske, kjer so živeli Slovaki (Slovaška), ter podkarpatsko območje. V obdobju prvega predsednika Tomáša Masaryka je Češkoslovaška postala bogata in liberalna demokratska republika. Po Münchenskem sporazumu leta 1938 so bili deli Češke pretežno naseljeni z Nemci (Sudeti), pripojeni tretjemu rajhu. To je bilo edino zgodovinsko obdobje, v katerem je bilo območje Češke razdeljeno. Naslednje leto sta bila tudi ostanek Češke in Moravska pripojena k Nemčiji, slovaški del pa je postal Slovaška republika, nemška satelitska država. Do leta 1945 sta Češka brez Sudetov in Moravska sestavljali Češko-moravski protektorat (nemško Reichsprotektorat Böhmen und Mähren). Po drugi svetovni vojni je bila večina Nemcev leta 1949 izgnana iz Češke in Moravske s tako imenovanimi Beneševimi dekreti. Češka je prenehala biti administrativna enota v Češkoslovaški državi, skupna država pa je bila razdeljena na pokrajine.

## Češka danes
Po razpadu Češkoslovaške leta 1993 je območje stare Češke postalo del nove Češke republike, ki se razprostira po vseh deželah nekdanjega češkega državnega prava (Češka, Moravska in Češka Šlezija). Češka ustava iz leta 1992 omenja "državljane Češke republike v Češki, Moravski in Šleziji" ter razglaša kontinuiteto državnosti s staro Češko krono. V sedanji Češki republiki dežela Češka ni samostojna upravna enota, temveč je država razdeljena na 13 pokrajin/okrajev (češ. kraj) in glavno mesto Praga.

## Kladsko
Območje okrog Kladskega (češko Kladsko; polj. Kłodzko; nemško Glatz; latinsko Glacio) na jugozahodnem Poljskem je bilo kulturno in tradicionalno del Češke. Ko ga je osvojila Kraljevina Prusija leta 1763, je postalo del Spodnje Šlezije. Imenovali so ga "Mala Praga" (nemško: Klein-Prag). Zajemalo je dolino Kłodzko ob reki Nysa Kłodzka. Ker je to ozemlje zgodovinsko bolj gravitiralo proti Češki, je povzročilo več poljsko-čeških obmejnih spopadov. Zadnji poskus je bil maja 1945, ko je Češkoslovaška poskušala anektirati območje v imenu češke manjšine v zahodnem delu doline Kladsko, znane kot Češki kot. Vojaške operacije so bile ustavljene šele pod pritiskom Sovjetske zveze in češka manjšina je bila izgnana v Nemčijo in na Češkoslovaško. V skladu s kanonskim pravom rimskokatoliške cerkve pa je Kladsko ozemlje ostalo del rimskokatoliške metropolije v Pragi še vse do leta 1972.
Da bi izkoristili interes Čehov za to območje, je bilo ustanovljeno posebno turistično območje v okrožju Náchod kot Kladsko obmejno turistično območje  (češko turistická oblast Kladské pomezí). To območje je v celoti v Češki republiki in je bilo prej znano kot regija Jirásek (češčina Jiráskův kraj) in "Adršpašské skály".